# Порт-Толбот
Порт-То́лбот (англ. и валл. Port Talbot) — город и порт в Уэльсе, на берегу Бристольского залива. Крупный центр чёрной металлургии.
Входит в округ Нит-Порт-Толбот.

## Транспорт
Порт-Толбот пересекают с юго-востока на северо-запад «Южно-Уэльская главная линия», шоссе A48 и автострада M4, являющаяся частью Европейского маршрута E30. В городе расположен крупный грузовой порт, способный принимать суда дедвейтом свыше 170 000 тонн.

## Спорт
В Порт-Толботе базируются несколько спортивных команд, среди которых:
- футбольный клуб «Порт-Толбот Таун», выступающий в Высшей лиге футбольного Чемпионата Уэльса.

## Известные уроженцы
Среди уроженцев города:
- политик Джеффри Хау (1926—2015; с 1992 года — барон Хау из Аберавона) — канцлер британского казначейства (1979—1983) и министр иностранных дел и по делам Содружества (1983—1989) в правительстве Маргарет Тэтчер
- актёр театра и кино, режиссёр Энтони Хопкинс (род. 1937; с 1992 года — рыцарь-бакалавр с титулом сэр) — лауреат премии «Оскар» за лучшую мужскую роль (1992), лауреат премий «Золотой глобус», «Эмми» и BAFTA.